# 中国科学院地球化学研究所
中国科学院地球化学研究所，成立于1966年，位于贵州省贵阳市，为中国科学院下属研究机构，由原中国科学院地质研究所地球化学研究室、昆明地质工作站和中国科学院贵阳化学所等单位合并组成。

## 研究机构
- 矿床地球化学国家重点实验室
- 环境地球化学国家重点实验室
- 中科院地球内部物质高温高压重点实验室
- 月球与行星科学研究中心
- 矿产资源综合利用工程研究中心

## 历任所长
- 侯德封（1966.2－1979.9）
- 涂光炽（1979.9－1985.12）
- 谢先德（1985.12－1988.6）
- 欧阳自远（1988.6－1993.12）
- 谢鸿森（1993.12－1997.6）
- 刘丛强（1997.6－2009.9）
- 胡瑞忠（2009.9－2019.2）[2]
- 冯新斌（2020.4－）